# كيرستي هيوم
كيرستي هيوم (بالإنجليزية: Kirsty Hume)‏ (ولدت في 4 سبتمبر 1976)  عارضة أزياء اسكتلندية بارزة في عالم الموضة في عقد 1990.

## روابط خارجية
- كيرستي هيوم على موقع دليل عارضات الأزياء (الإنجليزية)

- Fashion Model Directory profile
- Kirsty Hume features in Agent Provocateur advertising campaign
- Kirsty Hume in fashion art film "Decadent Control"